# Ballagó idő
A Ballagó idő Fekete István utolsó – önéletrajzi – regénye. Az író 1970-ben bekövetkezett halála miatt a teljes mű nem készülhetett el. A regényből 1975-ben Fejér Tamás (a Bogáncs és a Tüskevár rendezője) egész estés mozifilmet készített. Először a Móra Könyvkiadónál jelent meg, 1970-ben Würtz Ádám illusztrációival.